# I-10 (sous-marin)
Le I-10 (イ-10) est un sous-marin japonais de type A (甲型（伊九型）, Kō-gata (I-9-gata)) construit durant la Seconde Guerre mondiale pour la Marine impériale japonaise.

## Construction
Construit par Kawasaki Shipbuilding Corporation à Kobe au Japon, le I-10 a été mis sur cale le 7 juin 1938 sous le nom de Sous-marin n°10. Il a été lancé le 29 septembre 1939 et a été achevé et mis en service le 31 octobre 1941 et rattaché au district naval de Sasebo. Le Capitaine Kayabara Yasuchika est le commandant du sous-marin.

## Description
Les sous-marins de type A1 étaient des versions de la précédente classe J3 avec un rayon d'action supérieur, une meilleure installation des appareils et étaient équipés comme des vaisseaux amiral d'escadron. Ils déplaçaient 2 966 tonnes en surface et 4 195 tonnes en immersion. Les sous-marins mesuraient 113,7 mètres de long, avaient une largeur de 9,5 mètres et un tirant d'eau de 5,3 mètres. Ils possédaient une profondeur de plongée de 100 mètres.
Pour la navigation de surface, les sous-marins étaient propulsés par deux moteurs diesel de 6 200 chevaux (4 623 kW), chacun entraînant un arbre d'hélice. En immersion, chaque hélice était entraînée par un moteur électrique de 1 200 chevaux-vapeur (895 kW). Ils pouvaient atteindre 19 nœuds (35 km/h) en surface et 8,25 nœuds (15,28 km/h) sous l'eau. En surface, les A1 avaient une portée de 16 000 milles marins (30 000 km) à 16 nœuds (30 km/h); en immersion, ils avaient une portée de 90 milles marins (170 km) à 3 nœuds (5,6 km/h).
Les sous-marins étaient armés de quatre tubes torpilles de 53,3 cm (21,0 in) à l'avant et transportaient un total de 18 torpilles. Ils étaient également armés d'un seul canon de pont de 140 mm/40 et de deux canons antiaériens jumeaux de 25 mm Type 96.
Contrairement à la classe J3, le hangar à avions est intégré à la tour de contrôle et fait face à l'avant; les positions du canon de pont et de la catapulte ont été échangées afin que l'avion puisse utiliser le mouvement avant du navire pour compléter la vitesse communiquée par la catapulte.

## Histoire de service
Le I-10 est mis en service le 31 octobre 1941 et rattaché au district naval de Sasebo, affecté à au 2e escadron de sous-marins de la 6e Flotte.
Le 30 novembre 1941, le I-10, patrouillant dans la région de la mer du Sud avant l'attaque de Pearl Harbor, lance un hydravion à flotteurs Yokosuka E14Y lors d'une sortie aérienne de nuit dans la baie de Suva, aux îles Fidji. Il a déclaré n'avoir vu aucun ennemi dans le port, mais n'a pas réussi à revenir au sous-marin. Le I-10 a cherché pendant trois jours mais n'a pas réussi à trouver l'hydravion ni son équipage.
En 1942, le I-10 a mené des opérations à long terme dans l'océan Indien et le Pacifique, utilisant son hydravion pour effectuer des reconnaissances dans les ports de Durban et de Port Elizabeth et dans d'autres endroits, dont Madagascar. Fin mai 1942, une force composée du I-10, du I-20 et du I-16, a mené une attaque sur les navires de guerre alliés à Madagascar. Après que l'équipage de l'hydravion du I-10 ait repéré le cuirassé HMS Ramillies à l'ancre dans le port de Diego Suarez, les I-20 et I-16 ont tous deux lancé des sous-marins de poche; l'un d'eux a réussi à entrer dans le port, a tiré deux torpilles malgré l'attaque avec des grenades sous-marines qu'il subit. L'une des torpilles a gravement endommagé le Ramillies, tandis que la seconde a coulé le pétrolier British Loyalty de 6 993 tonneaux, qui a ensuite été renfloué. Le Ramillies a dû être réparé en Afrique du Sud et en Angleterre. L'équipage d'un des sous-marins de poche (M-20b), a échoué à Nosy Antalikely et s'est dirigé vers l'intérieur des terres vers un point de ramassage préétabli près du Cap Amber, mais tous deux ont été tués dans un échange de tirs avec les Marines britanniques trois jours plus tard. Un marine a également été tué au cours de l'action. Le deuxième sous-marin de poche a été perdu en mer et le corps d'un membre d'équipage a été retrouvé échoué sur la terre ferme un jour plus tard.
Le 12 juin 1944, le I-10 a assemblé et lancé son Yokosuka E14Y pour reconnaître Majuro. "Comme le corps expéditionnaire américain était parti six jours plus tôt, l'aviateur n'a rien vu d'important, et son avion, s'écrasant à l'atterrissage, a dû être abandonné".
Le I-10 a été coulé le 4 juillet 1944 par les destroyers américains David W. Taylor et Riddle alors qu'ils opéraient dans le Pacifique à l'est de Saipan, dans les îles Mariannes. Au coucher du soleil, le pétrole et les débris remontent à la surface à la position géographique de 15° 26′ N, 147° 48′ E. Le jour suivant, une nappe de pétrole est observée, s'étendant sur 15 km sous le vent à partir du point d'attaque.
Le I-10 est retiré de la liste de la marine le 10 octobre 1944.